# Paride Rombi
Paride Rombi (6. september 1921 i Calasetta på Isola di Sant'Antioco ud for Sardiniens sydvestkyst – 18. august 1997 i Napoli) var en italiensk forfatter. Han tog juridisk embedseksamen fra universitetet i Cagliari og virkede først som dommer i Iglesias på Sardinien og siden på det italienske fastland. En overgang var han desuden ansat ved den italienske præsidents kontor.
Hans forfatterskab er ikke stort, idet han kun skrev en roman og en række fortællinger. Romanen, Perdu, udkom i 1952 og er oversat til dansk, hvor den udkom i 1954 med titlen Født i skyld. Romanen foregår i området Sulcis på det sydvestlige Sardinien og handler om drengen Perdu og hans skæbne på en tid og et sted, hvor det italienske samfunds love endnu ikke er nået helt ud. Romanen blev en stor succes, der blev oversat til flere sprog. Den fik i 1952 den italienske Grazia Deledda-pris, bl.a. med følgende begrundelse: Paride Rombi, den fødte romanforfatter, fjern fra enhver litterær mode, en ypperlig skildrer af miljøer og mennesker, har med Født i skyld givet os en lidenskabelig og ærlig bog, rig på begivenheder og personer, stærk dramatisk i sin koncentrerede form, sikkert skrevet i en fast stil uden udvendige udsmykninger af noget art.